# Mbabane
Mbabane je hlavní město afrického státu Svazijsko. Je pouze sídlem vlády. Sídlo krále a parlamentu je ve městě Lobamba. Nachází se na západě až severozápadě Svazijska u řek Mbabane a Polinjane v provincii Hhohho. Leží v nadmořské výšce 1200 m. V roce 2017 zde žilo přibližně 61 tisíc obyvatel. Bylo založeno v roce 1902. Průměrná teplota v lednu je 22 °C a v červenci 15 °C. Průměrné dešťové srážky za měsíc činí v lednu 250 mm a v červenci 20 mm.

## Historie města
Mbabane vzniklo koncem 19. století nedaleko dobytčího kraalu (uzavřená oblast se studnami, která náleží královské rodině) svazijského krále Mbandzeniho. V roce 1902 zde bylo založeno město, které se stalo správním střediskem britského protektorátu Svazijsko. Při vyhlášení nezávislosti na Velké Británii 6. září 1968 se stalo hlavním městem nezávislého království. Z koloniálního období se zachovalo několik administrativních budov a kostelů.

## Průmysl
Město je průmyslovým střediskem s potravinářskými a papírenskými závody. V okolí města se těží azbest a železná ruda. Těžba od 70. let 20. století výrazně klesá. Také se zde těží uhlí a diamanty.

## Partnerská města
- Fort Worth, Texas USA
- Tchaj-pej, Tchaj-wan